# 名将の采配
『名将の采配』（めいしょうのさいはい）は、NHK総合テレビジョンで放送された歴史ドキュメンタリー番組である。

## 概要
日本史・世界史において分岐点となった戦いや劣勢から逆転した戦いなどを題材に、司令官の人物（名将）が採った戦術をジオラマで再現する一風変わった“歴史バラエティ”である。
戦場となる平地・山・海・城などの地形や建物などをジオラマで再現し、敵・味方・兵科によって色や形を変えた駒で軍勢を再現している。駒は黒衣が操作し、軍勢が多いと駒も多くなる。戦いの中においてポイントになるいくつかの場面で、ゲストは名将の采配を予想、ジオラマ上で駒を動かし、名将は史実でどのような行動を取ったのか（成功か失敗か）を問われる。正解再現パートでは黒衣が駒を動かすと共にバトルマスターによって解説が行われる。
2008年10月8日に『番組たまご トライアル2008』企画の一番組として制作・放送された。その後、2009年6月から全7回が『EYES』火曜深夜枠でレギュラー化され、2010年7月からは第2期の放送が決定した。

## 放送時間
本放送
総合テレビ：水曜 0:10 - 0:40（EYES火曜深夜）
全7回（6月2日・9日・16日／7月7日・14日・21日・28日）　
再放送
2009年11月から、BSハイビジョンで月曜 19:00 - 19:30に再放送される。

## キャスト
- プレゼンター：綿引勝彦（俳優）
- 司会・実況：永井伸一アナウンサー
- 解説（バトルマスター）：来村多加史（阪南大学教授）
- ゲスト：毎回2名（男女各1名）
- ナレーション：古賀慶太
- 製作：NHK、テレビマンユニオン
当番組はNHKの関連団体（NHKエンタープライズ・NHKエデュケーショナル・NHK情報ネットワークなど）との共同製作ではなく、外部製作会社に直接発注した「外注」である。

## 放送リスト
第1期放送リスト
| 回 | サブタイトル               | 人物                | 戦い                   | ゲスト                                                                                   | 初回放送日    |
| -- | -------------------------- | ------------------- | ---------------------- | ---------------------------------------------------------------------------------------- | ------------- |
| 00 | 背水の陣（「番組たまご」） | 韓信                | 井陘の戦い             | - ますだおかだ（漫才師） - 田尾安志（元プロ野球選手・プロ野球監督） - 高橋和（女流棋士） | 2008年10月8日 |
| 01 | 歴史に残る包囲戦           | ハンニバル          | カンナエの戦い         | - 森永卓郎（経済アナリスト・獨協大学教授） - 山口もえ（タレント）                        | 2009年6月3日  |
| 02 | 敵の裏をかく3つのワナ      | 毛利元就            | 厳島の戦い             | - 江上剛（経済作家） - 東ちづる（タレント）                                              | 2009年6月10日 |
| 03 | 勝利を導く“先読みの才”     | テミストクレス      | サラミスの海戦         | - 松木安太郎（サッカー解説者） - 安田美沙子（タレント）                                  | 2009年6月17日 |
| 04 | 窮地を突破する統率力       | アレクサンドロス3世 | ガウガメラの戦い       | - 佐藤治彦（経済評論家） - 小倉優子（タレント）                                          | 2009年7月9日  |
| 05 | “懐の深さ”が勝利のカギ     | 真田昌幸            | 上田合戦               | - 清水圭（タレント） - 高橋和（女流棋士）                                                | 2009年7月15日 |
| 06 | “常識破り”が勝利への道     | ナポレオン          | アウステルリッツの戦い | - 森永卓郎 - 松嶋尚美（お笑い芸人）                                                      | 2009年7月22日 |
| 07 | 経験が生んだ奇策の勝利     | 重耳                | 城濮の戦い             | - やくみつる（漫画家） - 山口もえ                                                        | 2009年7月29日 |

第2期放送リスト
| 回 | サブタイトル               | 人物               | 戦い               | ゲスト                                    | 放送予定日    |
| -- | -------------------------- | ------------------ | ------------------ | ----------------------------------------- | ------------- |
| 01 | 気迫が勝負を決めた謀略戦   | 徳川家康           | 関ヶ原の戦い       | - 森永卓郎 - 中山エミリ（タレント）       | 2010年7月19日 |
| 02 | 激戦の裏の裏の心理戦       | 武田信玄・上杉謙信 | 川中島の戦い       | - いっこく堂（腹話術師） - 小倉優子       | 2010年7月26日 |
| 03 | 長期戦を制した決断         | 曹操               | 官渡の戦い         | - 渡邉美樹 - 山口もえ                     | 2010年8月2日  |
| 04 | 歴史に残る包囲戦（再放送） | ハンニバル         | カンナエの戦い     | - 森永卓郎 - 山口もえ                     | 2010年8月16日 |
| 05 | 勝敗を超えた武士のプライド | 楠木正成           | 湊川の戦い         | - 益子直美 - 清水圭                       | 2010年8月23日 |
| 06 | 伝統打ち破る奥の手         | カエサル           | ファルサルスの戦い | - 松木安太郎（サッカー解説者） - 水野裕子 | 2010年8月30日 |
| 07 | 打倒家康 幻の作戦          | 真田幸村           | 大坂の陣           | - 渡邉美樹 - 中川翔子                     | 2010年9月6日  |
| 08 | 完全勝利への緻密なシナリオ | 織田信長           | 長篠の戦い         | - 高橋和（女流棋士） - 山本太郎           | 2010年9月13日 |
| 09 | 秘策の応酬！最強師弟対決   | スキピオ           | ザマの戦い         | - 野村克也 - 島崎和歌子（タレント）       | 2010年9月27日 |